# Szamba Balinow
Szamba Niudelicz Balinow, ros. Шамба Нюделич Балинов (ur. w 1894 r. w stanicy Nowo-Aleksiejewska w Rosji, zm. 19 czerwca 1959 r. w USA) – rosyjski wojskowy kałmuckiego pochodzenia i kałmucki działacz emigracyjny, współzałożyciel Kałmuckiego Komitetu Narodowego kolaborującego z Niemcami podczas II wojny światowej.
Pochodził z rodu Cho Bucha dońskich Kałmuków. Ukończył staniczną szkołę. Następnie wstąpił do armii rosyjskiej; był pisarzem wojskowym. W 1920 r. udał się na emigrację do Czechosłowacji. Ukończył tam kursy rolnicze i techniczne. Prowadził też działalność kulturalno-oświatową i dziennikarsko-wydawniczą. W Pradze został sekretarzem Komisji Kulturalnej Kałmuckich Robotników. Tłumaczył na język kałmucki liczne książki, m.in. część dzieł Aleksandra Puszkina. Współuczestniczył w wydaniu kałmuckiej antologii "Choncho" i kałmuckiej gramatyki. Od 1927 r. pracował w redakcji kozackiego pisma narodowego "Wolnoje kazaczestwo", opowiadając się za niezależnością Kozaków. Uważał, że nacjonalizm kałmucki całkowicie łączy się z nacjonalizmem kozackim. Pisał też do pism "Kowylnyje Wołny" i "Kazaczij Gołos". Po wybuchu II wojny światowej doszedł do wniosku, że Adolf Hitler chce oswobodzenia narodów zamieszkujących ZSRR. Dlatego podjął kolaborację z Niemcami. W 1942 r. współzałożył w Berlinie Kałmucki Komitet Narodowy, dający wiarę mglistym obietnicom hitlerowskim na temat utworzenia wolnego państwa kałmuckiego i usiłujący – zgodnie ze swoim rozumieniem narodowego interesu Kałmuków – wpływać na działalność niemieckich instytucji zajmujących się problematyką wschodnią. Po zajęciu latem tego roku przez wojska niemieckie obszarów nad Donem, Sz. N. Balinow przybył tam, prowadząc wśród Kałmuków działalność propagandową i werbunkową do formowanych w ramach armii niemieckiej narodowych formacji zbrojnych. Po odwrocie Niemców na pocz. 1943 r., powrócił do Niemiec. Jesienią 1944 r. przystąpił – jako przedstawiciel Kałmuków – do Komitetu Wyzwolenia Narodów Rosji gen. Andrieja A. Własowa. Jednocześnie rozpoczął pracę w gazecie "Oswobożdienije". Po kapitulacji Niemiec 8 maja 1945 r., wyjechał do USA. Działał w kręgach kałmuckiej emigracji politycznej. Zmarł 19 czerwca 1959 r. podczas leczenia w szpitalu.